# Гильтебрандт, Фёдор Андреевич
Фёдор Андреевич Гильтебрандт (в «Словаре Брокгауза» упоминается как Фёдор Иванович Гильдебрандт; Justus Friedrich Jacob; 1773—1845) — русский медик, действительный статский советник, доктор медицины, заслуженный профессор Московского университета. Отец Ивана Фёдоровича Гильтебрандта.

## Биография
Родился 11 (22) декабря 1773 года в городе Вормсе. В раннем детстве лишившись отца, он остался на попечении своей матери; первоначальное образование он получил в гимназии родного города; в возрасте 16 лет был вызван в Москву своим дядей, Иваном Дорофеевичем Гильтебрандтом и в ноябре 1789 года поступил волонтёром в московский Генеральный военный госпиталь.
Занимался изучением медицины в госпитальной школе и 11 марта 1792 года был произведён в лекари. По окончании школы он поступил на службу лекарем в мушкетёрский батальон, но желал посвятить себя учёной деятельности и. по просьбе своего дяди (И. Д. Гильтебрандта), профессор Христиан-Фридрих Стефан взял его к себе в качестве адъюнкта. По указанию Медицинской коллегии 10 ноября 1795 года он прочитал две пробные лекции на латинском языке в Медико-хирургической школе, одну — по ботанике: «О устроении, сложении, питании, происхождении и разделении трав и растений», а другую — по химии: «О воздухе», и решением профессоров был признан достойным звания адъюнкта. На основании этого отзыва Медицинская коллегия назначила его сначала исправляющим должность адъюнкта химии и ботаники при профессоре Стефане, а 18 октября 1796 года утвердила его в этом звании с обязательством исправлять должность врача в московском Генеральном госпитале, но с освобождением от дежурств; в 1799 году под его начало были отданы две палаты, где он занимался преимущественно хирургией.  С июля 1800 года он — адъюнкт-профессор по анатомии и физиологии Московской медико-хирургической академии.
В январе 1801 года, выдержав экзамен и защитив диссертацию «Diss. sistens Dracocephali monographiam» (Mosquae, 1801), 15 января он был удостоен звания доктора медицины и хирургии. 

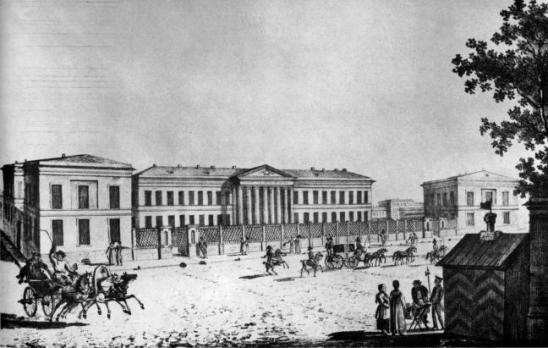
Мариинская больница (начало XIX века)

С 1802 по 1804 год Фёдор Андреевич Гильтебрандт преподавал в костоправной школе при Московском военном госпитале «науку о переломе и вывихах». В 1804 году, при преобразовании Московского университета, он был назначен туда, с 18 июля, экстраординарным профессором хирургии. С 1807 года одновременно состоял консультантом в Мариинской больнице; 12 ноября 1808 года был назначен ординарным профессором практической хирургии в Московском университете, а 30 декабря определён в Московскую медико-хирургическую академию ординарным профессором хирургии и клиники наружных болезней.
Во время Отечественной войны 1812 года, когда лекции были прекращены, Гильтебрандт оказывал помощь находящимся в Москве раненым и только в день вступления французов в Москву выехал из города во Владимир, сопровождая транспорт раненых. В конце 1812 года он вернулся в Москву и приступил к своим прежним занятиям.
С 1814 года адъюнктом при Гильтебрандте стал работать Андрей Гаврилович Сидорацкий.
10 ноября 1817 года Фёдор Андреевич Гильтебрандт был произведён в коллежские советники, 30 мая 1822 года в статские советники, а 24 апреля 1819 года был утверждён в звании академика.
29 марта 1830 года Ф. А. Гильтебрандт оставил службу в университете со званием заслуженного профессора и почётного члена университета, продолжая преподавание теоретической и практической хирургии в Медико-хирургической академии; 21 апреля 1832 года был произведён в действительные статские советники; 14 марта 1834 года утверждён заслуженным профессором Московской медико-хирургической академии.
Службу в Медико-хирургической академии он оставил 9 ноября 1839 года, сохранив за собою только должность консультанта в Мариинской больнице (до 12 октября 1844 года); в этом же году, 12 декабря, в уважение долговременной и отлично-усердной службы при Академии, и вообще учёных трудов, Всемилостивейше награждён золотою, с вензелем Его Императорского Величества Имени, бриллиантами украшенною табакеркою.
Фёдор Андреевич Гильтебрандт пользовался большою известностью, как хирург, преимущественно же прославился производством литотомии (он сделал более 3000 операций этого рода) и снятием катаракт.
Ф. А. Гильтебрандт состоял членом Физико-медицинского общества и Общества испытателей природы (1804), корреспондентом Королевской Академии Наук в Геттингене, Туринской академии наук (1828), почётным членом медицинского совета при Министерстве внутренних дел Российской империи (1837).
Умер 15 (27) сентября 1845 года и был похоронен на Введенском кладбище (2 уч.).

## Награды
- Орден Святого Владимира 4 степени (1810 год),
- Орден Святого Владимира 3 степени (1825 год),
- Орден Святой Анны 2 степени (1816 год, алмазные знаки 1822 год),
- Орден Святого Станислава 2 степени со звездой (1836 год),
- Орден Святого Станислава 1 степени (23 июня 1844 года).

## Избранная библиография
- Начальные основания всеобщей пафологии, перевод с нем. М. 1800 г.
- О средствах сберегать глаза и зрение до самой глубокой старости; сочинение, изданное для народа. М. 1807 г. (у Сопикова: О сохранении зрения. М. 1804), 2 изд. 1819 г. 8°.
- О прививании коровьей оспы. М., по Сопикову 1802, по Геннади 1808. 8° (на рус. и нем. яз. 12°).
- Generis Dracocephali monographia. Gottingæ 1805.
- Oratio Academica: De Studii chirurgici praestantia, die 1 Iulii 1810 in conventu Universitatis Mosquensis habita, 4°. Переведена на русский язык Ад. Сидорацким.
- Institutiones Chirurgiae 1819. 8°. Mosquae;
- Oratio de methodo, ad pleniorem et solidiorem Medicinae cognitionem, felicioremque exercitationem conducente, habita die 3 Iulii 1826 г. Переведено на русский язык П. Л. Страховым.